# Leuchtenbergia
Leuchtenbergia principis W.J. Hooker 1848

## Loc de Origine
Centru și Nordul Mexicului în San Luis de Potosi și Chihuahua.

## Descriere
Asemănător unei Agave, prezintă o rădăcină groasă, axoformă și o tulpină cilindrică.  Tuberculii sunt largi și de formă triunghiulară. Sunt de culoare gri-verde, uneori roșiatici la extremități, unde apar areole de culoare gri. Tberculii de la bază dispar cu timpul, exemplarele cele mai bătrâne pot atinge 50 cm înălțime cu tuberculi de 10 cm. Spinii sunt subțiri și flexibili. Florile sunt de culoare galbenă, mari și cu formă de pâlnie. Fructul este verde, neted și conține sute de semințe mari.

## Cultivarea
Îmulțirea se face prin semințe sau muguri de la bază.

## Observații

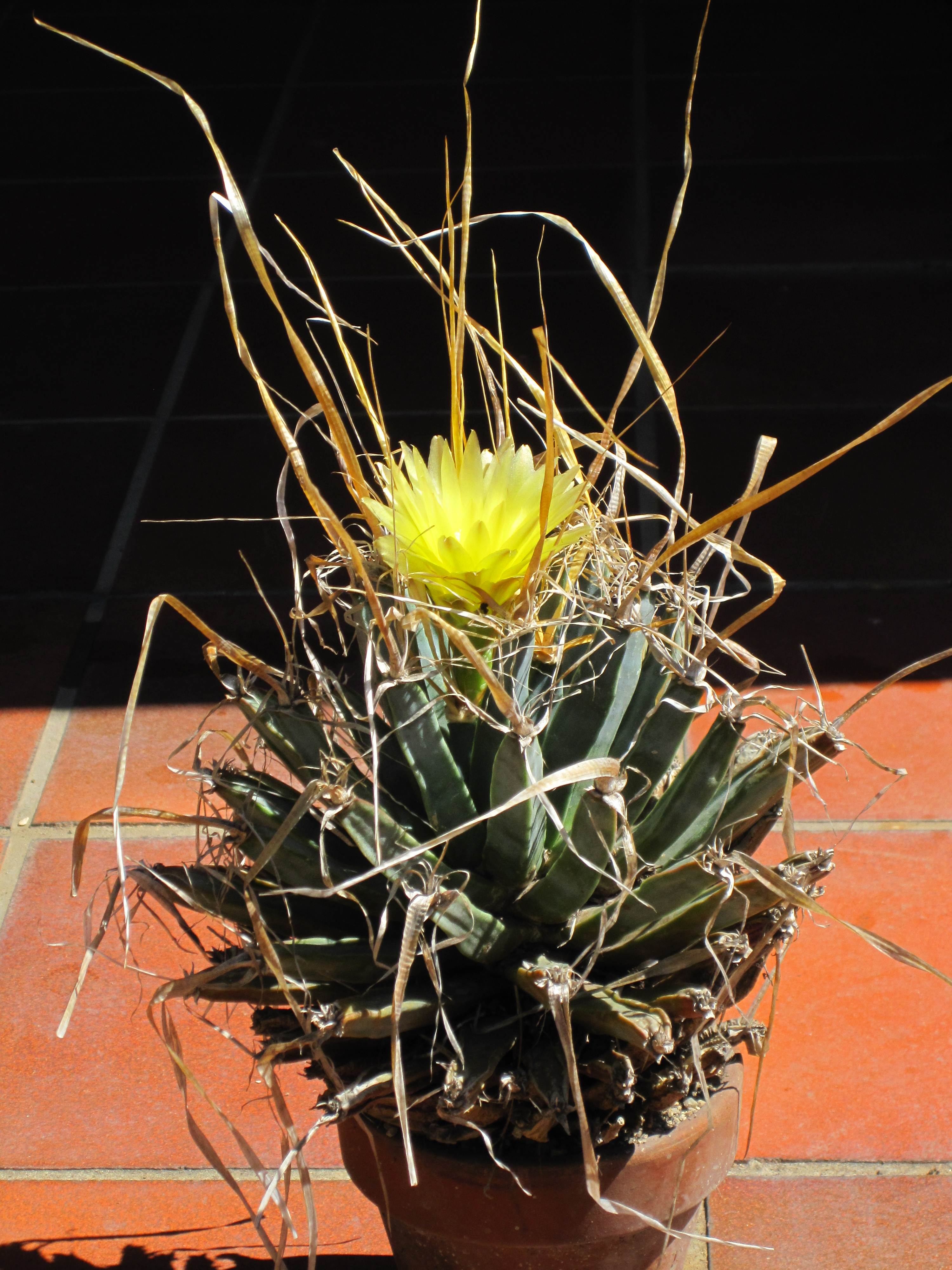
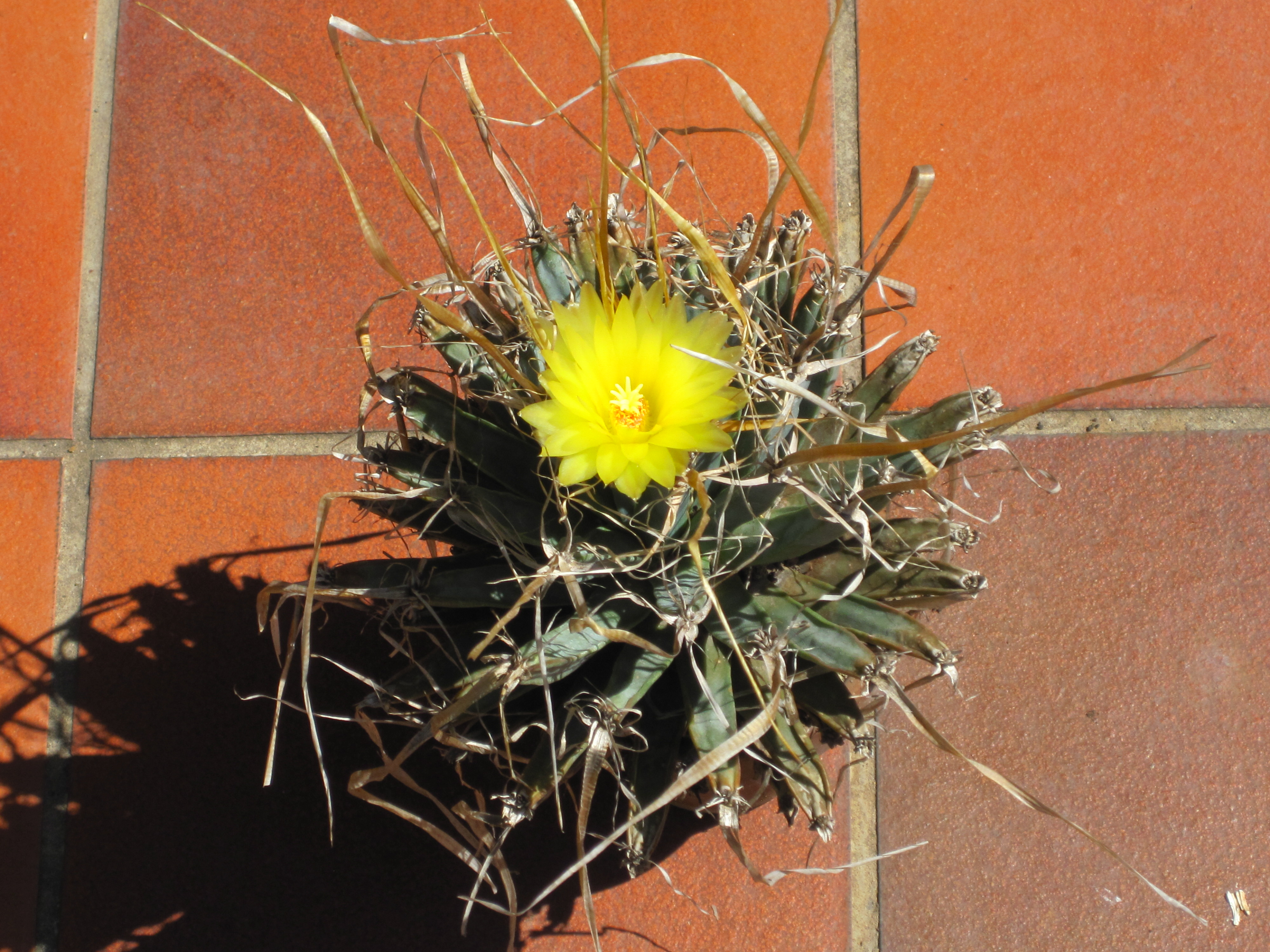
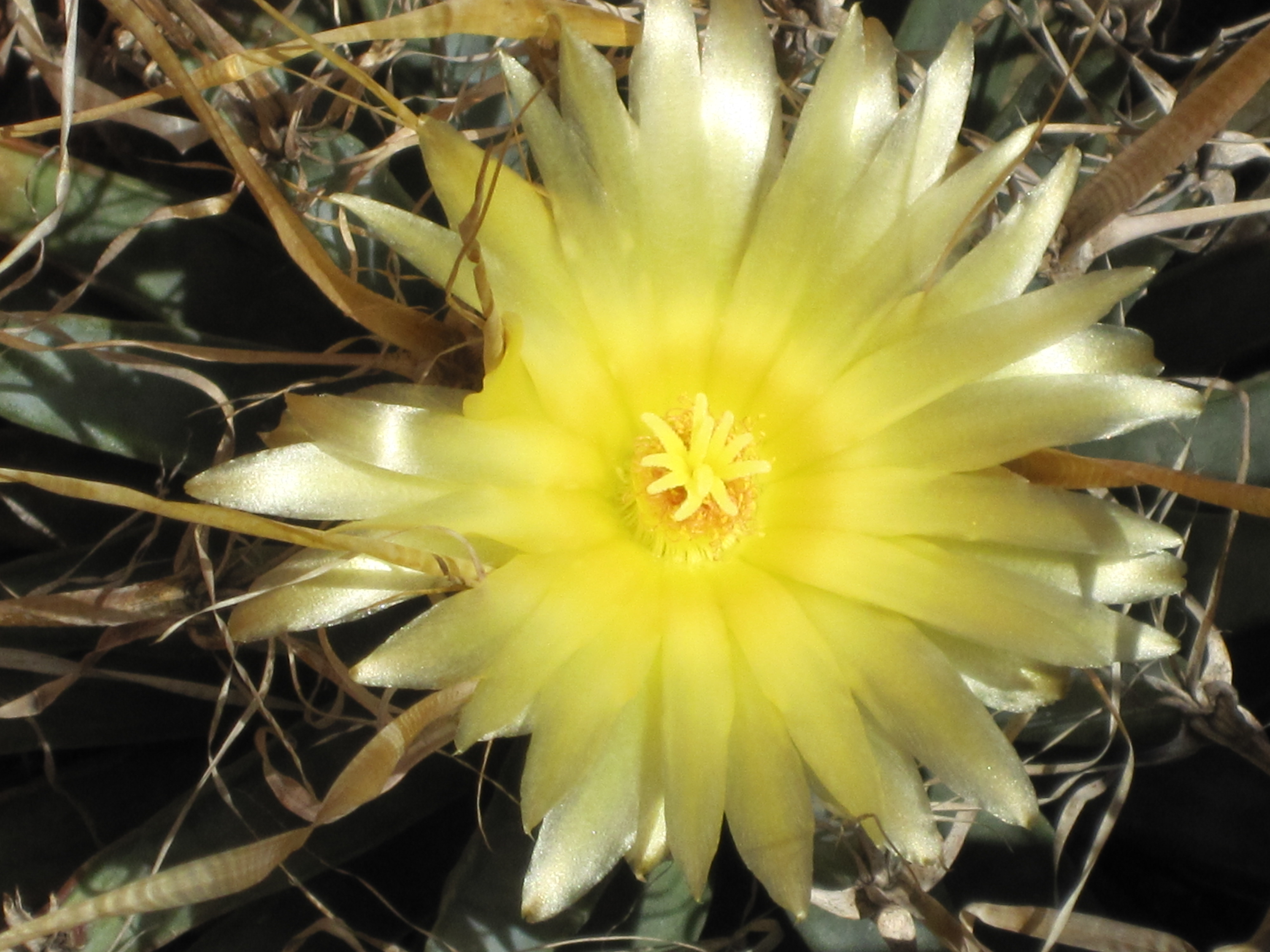
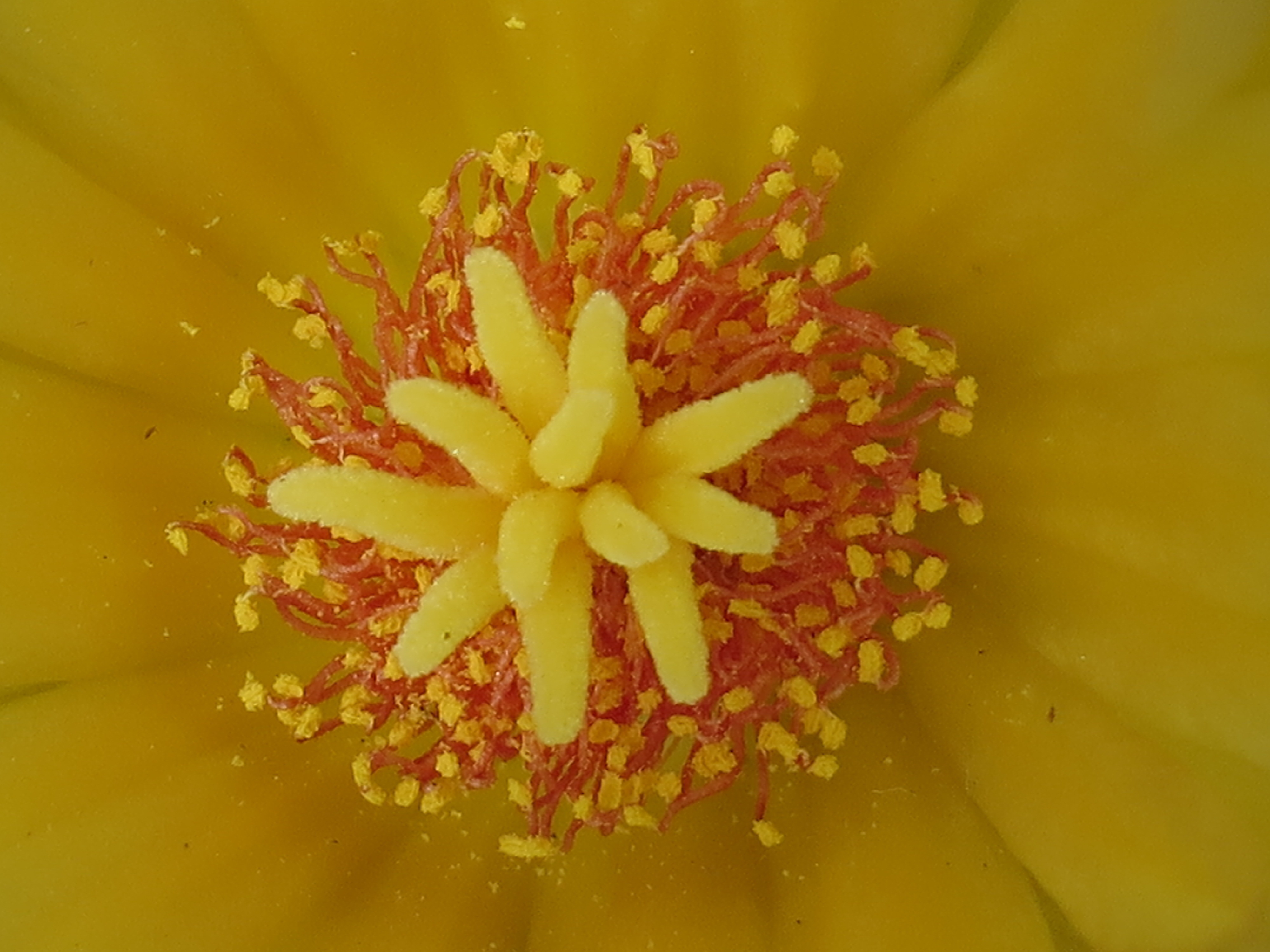
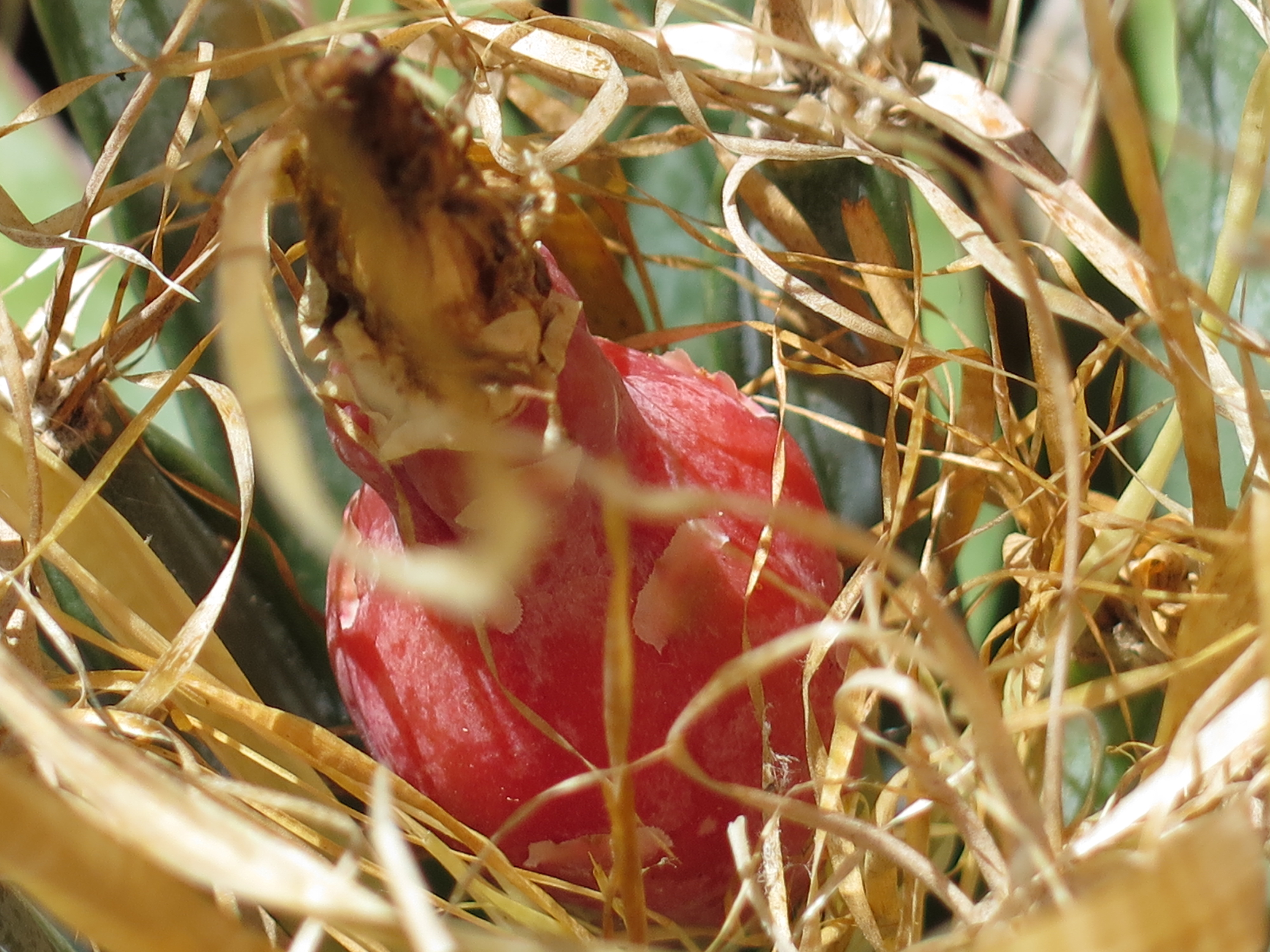
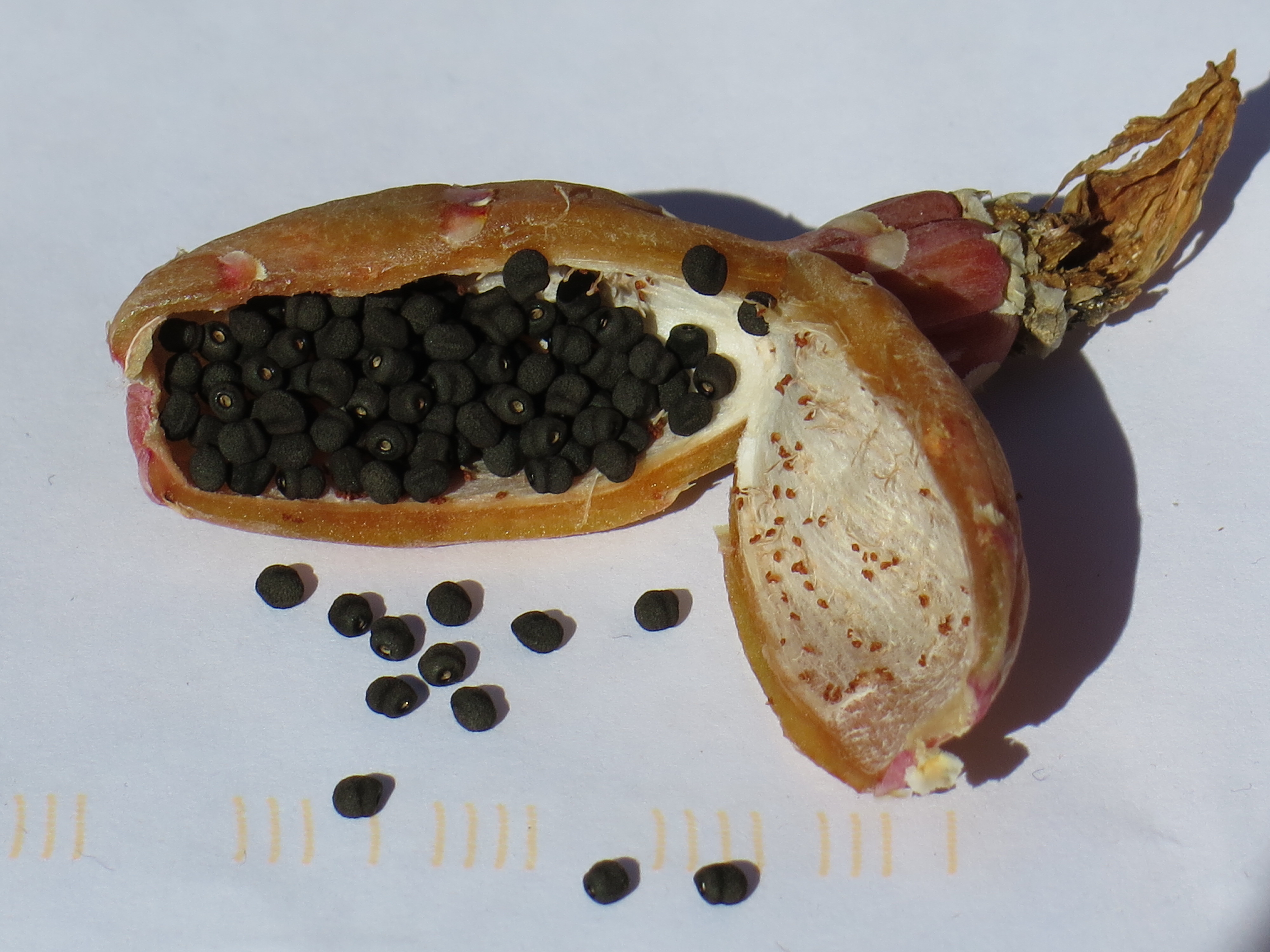

Are nevoie de ghiveci profund cu expunere directă la soare. Temperatura medie minimă de 10 °C și are nevoie de puțină apă.